# Bate Coração
Bate Coração é um filme de comédia dramática brasileiro de 2019, dirigido por Glauber Filho e estrelado por Aramis Trindade e André Bankoff. Seu roteiro foi escrito também por Glauber Filho, Daniel Dias e Ronaldo Ciambroni. O filme produzido pela Estação Luz Filmes e distribuído pela Downtown Filmes. 
Bate Coração foi recebido negativamente pelos críticos e também não obteve um resultado comercial positivo, levando apenas quase seis mil espectadores ao cinema.

## Sinopse
O filme traz uma discussão sobre o preconceito com a diversidade de gênero e sexualidade por meio de uma trama que interliga a vida de duas pessoas. Sandro (André Bankoff) é um homem acostumado a levar uma vida luxuosa, considerado um conquistador e extremamente preconceituoso. Já Isadora (Aramis Trindade) é uma travesti que leva uma vida simples e encara vários preconceitos em seu dia a dia. Um dia, Isadora sofre um acidente e não resiste aos ferimentos. Concomitantemente, Sandro sofre um ataque cardíaco e precisa urgentemente de um transplante de coração. Ele recebe o órgão transplantado da recém-falecida Isadora. Agora, durante sua recuperação, ele precisa repensar o modo como age.

## Elenco
- Aramis Trindade como Isadora
- André Bankoff como Sandro
- Heloísa Jorge como Dr. Cláudia
- Paulo Verlings como Igor
- Denis Lacerda como Madeinusa
- Patrícia Dawnson como Laysa
- Maurício Canguçu como Dolores
- Ílvio Amaral como Cassandra
- Marianna Armellini como Odete
- Brenno Leone como Davi
- Lívia Rossi como Rebeca
- Germana Guilhermme como Vera
- Larissa Góes como Melina
- Laura Milério como Luísa

## Produção
O filme foi rodado inteiramente na cidade de Fortaleza, no Ceará, entre os dias 10 de julho e 20 de agosto de 2017. Dirigido pelo cineasta cearense Glauber Filho, a história do filme é inspirada nas peças teatrais Acredite, um Espírito Baixou em Mim e O Coração Safado, ambas escritas por Ronaldo Ciambroni. O orçamento do filme foi em torno de R$ 2.728.562,45.
Bate Coração traz também em sua trama uma mensagem de incentivo à doação de órgãos. O próprio ator que interpreta um dos papéis protagonistas, Aramis Trindade, já fez um transplante de rim para seu irmão 12 anos antes da estreia do filme. Ele conta que o filme tem um papel afetivo forte na carreira dele por esse fato.

## Lançamento

### Exibição e bilheteria
Bate Coração foi lançado no Brasil a partir de 7 de novembro de 2019 pela Downtown Filmes, ocupando 87 salas. O filme não obteve sucesso comercial esperado. Segundo dados da Ancine, durante as exibições nos cinemas o filme teve um público de 5.864 pessoas, gerando uma receita de R$ 94.671. Bate Coração ocupa a posição 42 no ranking de filmes brasileiros lançados em 2019 mais assistidos.

## Recepção
O filme foi recebido negativamente pela crítica. Entre os usuários do site IMDb, Bate Coração possui uma média de 6,2 / 10 com base em 20 avaliações. Já entre os usuários do site AdoroCinema, o filme é classificado com 3,2 de 5 estrelas com base em 9 notas e 4 críticas.
Marcelo Müller, em sua crítica ao site Papo de Cinema, escreveu: "É uma verdadeira lástima que num filme disposto a tocar no sempre relevante tema da doação de órgãos, com pessoas sexualmente diversas em cena, o humor passe inexoravelmente pela grosseria das distorções e/ou das facilidades." Do O Globo, Mario Abbade disse: "Bate Coração usa o humor e um formato praticamente didático para fazer comentários sobre temas como a homofobia. [...] o diretor e corroteirista Glauber Filho entrega um filme que aposta com coragem nas caricaturas e nos exageros e consegue obter um resultado divertido."